# Hyphalia festivaria
Hyphalia festivaria là một loài bướm đêm trong họ Geometridae.